# Ligyra orest
Ligyra orest är en tvåvingeart som beskrevs av Paramonov 1967. Ligyra orest ingår i släktet Ligyra och familjen svävflugor. Inga underarter finns listade i Catalogue of Life.